# إسراء عادل الحسيني
إسراء عادل السيد أحمد الحسيني أكاديمية مصرية، تعمل أستاذًا مُساعدًا في قسم الاقتصاد، بكلية الاقتصاد والعلوم السياسية في جامعة القاهرة. عملت خبيرًا في مجال الإدارة المالية الحكومية والموازنة العامة، وينصب اهتمامها بالموضوعات الخاصة بالموازنة العامة وصنع القرار المالي، واقتصاديات الانفاق الحكومي. حازت جائزة الدولة التشجيعية عام 2021 عن فرع السياسات المالية وأثرها على الأداء الجاري للاقتصاد المصري.

## التعليم
نالت إسراء الحسيني درجة الماجستير من الجامعة ذاتها عام 2009 برسالة عنوانها جودة التعليم الأساسي الحكومي في مصر: المحددات والتكلفة التقديرية للتطوير، بالتطبيق على محافظة القاهرة ودرجة الدكتوراه عام 2014 بأطروحة بعنوان العلاقة بين مكونات السياسية المالية والنمو الاقتصادي: دراسة تطبيقية على الاقتصاد المصري.

## الجوائز
- جائزة الدولة التشجيعية عام 2021 عن فرع السياسات المالية وأثرها على الأداء الجاري للاقتصاد المصري ببحث عنوانه the optimal size of government in Egypt: an empirical investigation (الحجم الأمثل للإنفاق الحكومى في مصر: دراسة تطبيقية).[4]